# Derogatie Nitraatrichtlijn

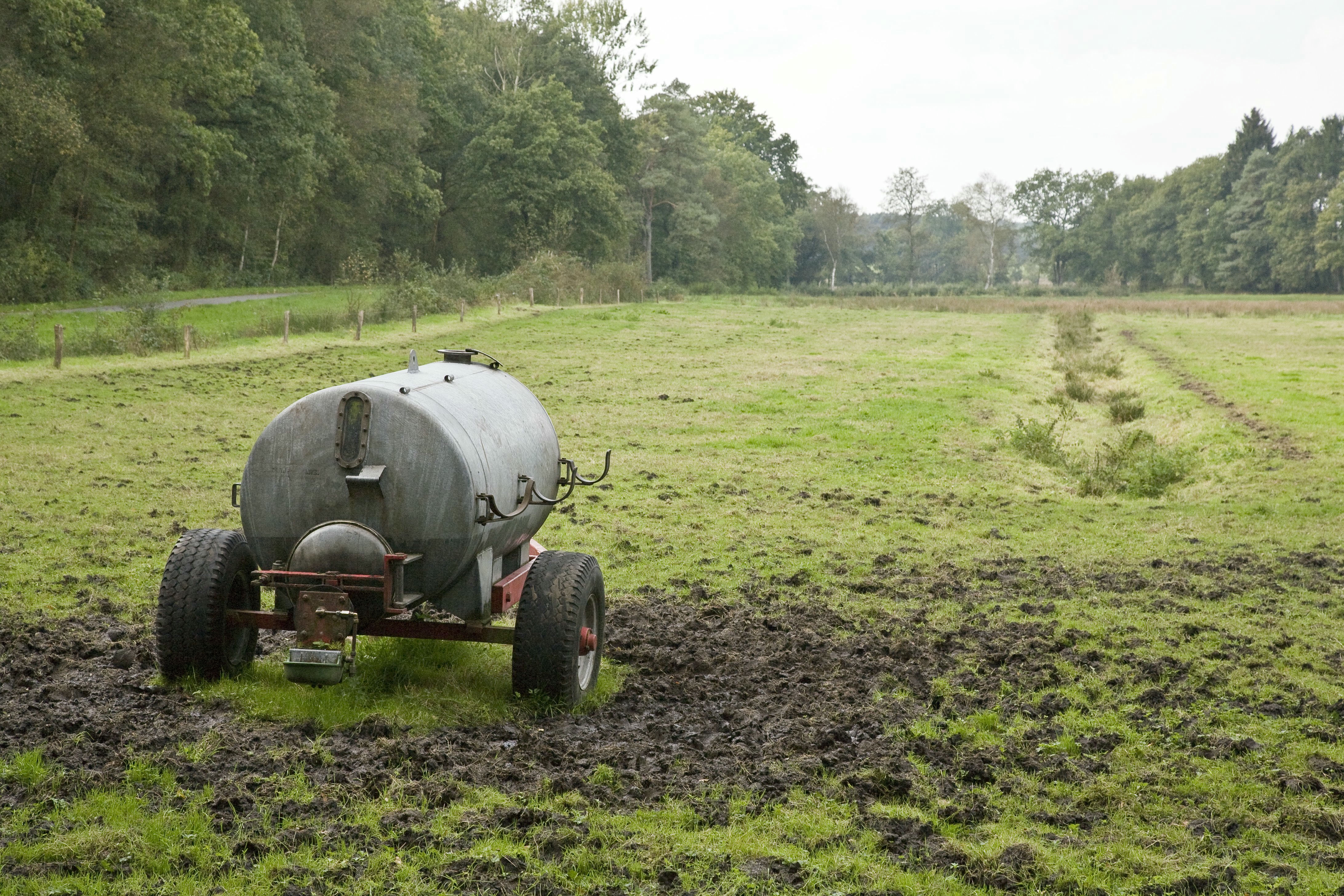
Zijdal van het Looner Diep, bij natuurgebied Kampsheide met een giertank op de voorgrond

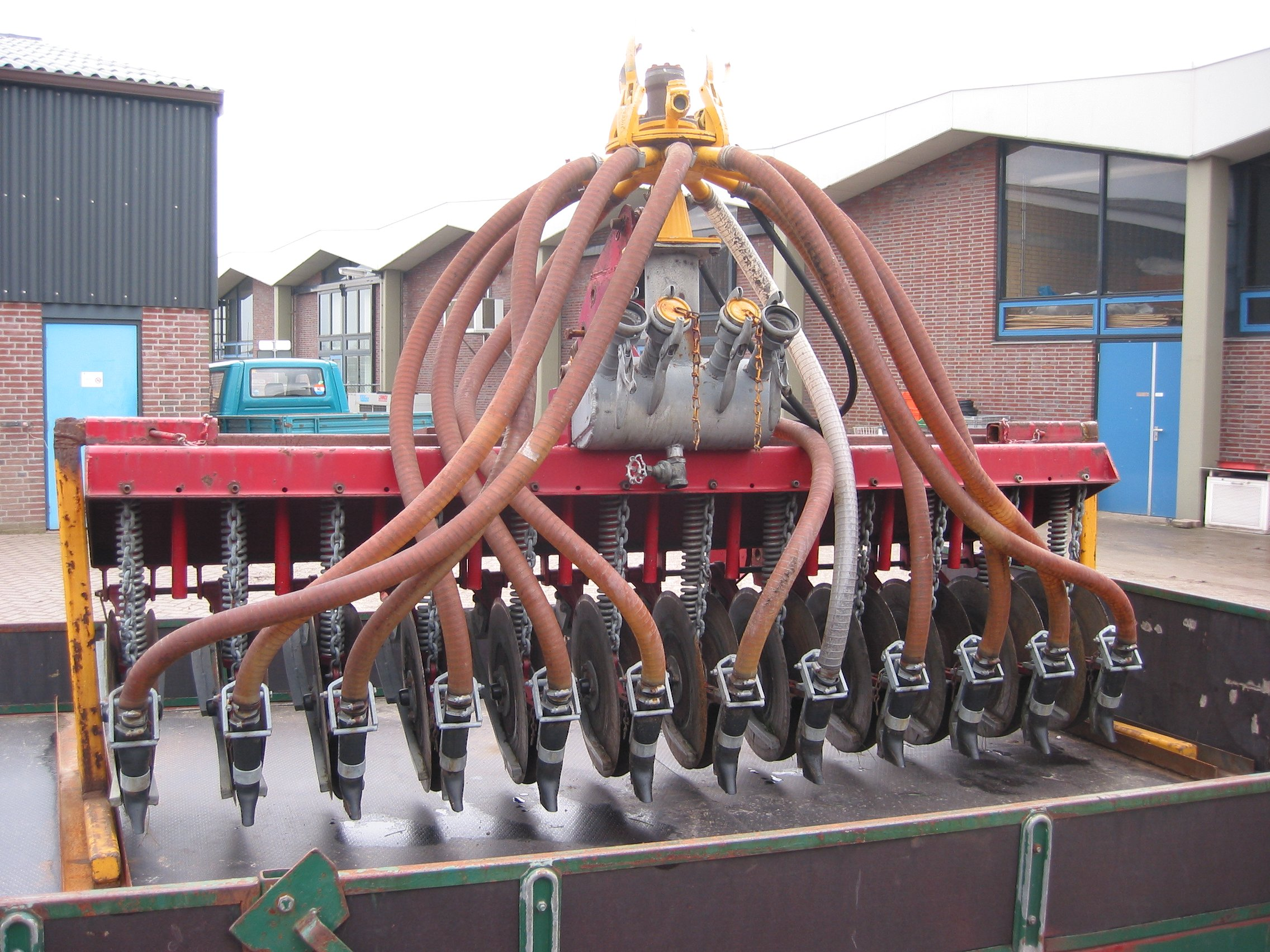
Sleufkouterbemester die drijfmest in de grond injecteert

Derogatie Nitraatrichtlijn houdt in dat boeren onder voorwaarden meer stikstof uit dierlijke mest mogen gebruiken dan de norm van 170 kilogram per hectare die is vastgelegd in de Nitraatrichtlijn. Een derogatie kan aan een lidstaat van de Europese Unie verleend worden door middel van een Europees besluit waarbij voorwaarden worden gesteld aan de lidstaat. De besluiten worden voorbereid door een comitologiecomité Nitraat waarin ambtenaren van de verantwoordelijke ministeries van de lidstaten deelnemen bijgestaan door een nitraatexpertgroep. Derogatie wordt gebruikelijk verleend voor telkens een periode van vier jaar.
De melkveehouders in de betreffende landen kunnen een beroep doen op derogatie. Ze mogen dan 250 kg stikstof uit dierlijke mest op een hectare voedergrasland gebruiken. De reden waarom in deze landen of regio's deze uitzondering gemaakt wordt, heeft te maken met de hogere opbrengst van het grasland en het grotere verlies van stikstof (in de vorm distikstof) naar de lucht. Beide zijn het gevolg van een gematigd klimaat, met veel regen en een relatief natte bodem. Aan de derogatie is de opdracht verbonden de effecten ervan te monitoren en jaarlijks te rapporteren.

## Lidstaten
Lidstaten die in 2013 van een derogatiebeschikking gebruik maakten waren Denemarken, Duitsland, Verenigd Koninkrijk, Ierland, België (alleen Vlaanderen), Italië (alleen voor Lombardije, Piemonte en Emilia-Romagna) en Nederland. Anno 2021 betrof het Ierland en Noord-Ierland, Nederland, België (Vlaanderen) en Denemarken.

### Nederland
In Nederland wordt de monitoring uitgevoerd via het Landelijk Meetnet effecten Mestbeleid. In 2005 werd derogatie verleend met als voorwaarde dat minimaal 70% van het areaal grasland moest zijn. In 2010 werd de derogatie verlengd tot 2014. In 2014 werd een beschikking afgegeven waarin ten minste 80% van de  het areaal grasland moest zijn, met een maximum van 230 kg stikstof per hectare voor zand en löss en 230 kg per hectare voor overige grondsoorten. De derogatie gold in 2016 voor 19.564 landbouwbedrijven, verantwoordelijk voor 47% van het landbouwoppervlak in Nederland. In 2018 kreeg Nederland een verlenging voor twee jaar in plaats van vier jaar vanwege zorgen om de waterkwaliteit en mestfraude. In 2020 kreeg Nederland eveneens een verkorte verlenging tot 2022 vanwege de uitstoot van ammoniak naar de lucht dat tot stikstofdepositie leidt in Natura-2000 gebieden, bekend als de stikstofcrisis. Als voorwaarde werd een plafond vastgesteld van de hoeveelheid dierlijke mest gelijk aan 2002, een versterkte handhaving tegen mestfraude, en volledige uitvoering van de handhaving in de gebieden met een hoog risico De Peel, Gelderse Vallei en Twente. In 2022 verwachtte het Ministerie van LNV dat na 2022 de mogelijkheid van derogatie voor Nederland in 2022 kan wegvallen.
Uit een onderzoek van Universiteit Wageningen uit 2016 blijkt dat het wegvallen van de derogatiebeschikking leidt tot vermindering van de hoeveelheid grasland, daling van het aantal melkkoeien en varkens. LTO Nederland ziet het wegvallen van derogatie als zwart scenario voor kringlooplandbouw omdat boeren van dierlijke mest deels zullen overschakelen op kunstmest.